# Методи Славчев
Методи Димитров Славчев е български лекар, един от основоположниците на акушерството и гинекологията в България.

## Биография
Роден е във Велико Търново на 11 май 1864 година. През 1891 година завършва медицина в Москва. През 1893 – 1894 година прави специализации в Париж и Виена.
Работи във Варненската държавна болница, в софийската Александровска болница и в открития през 1900 година от него и още двама негови колеги първи български частен санаториум. По време на Балканската война и на Първата световна война е началник на полеви болници.
През 1907 година постъпва на работа в „Майчин дом“, където работи до пенсионирането си, и в периодите 1907 – 1912 и 1913 – 1915 година заема длъжността лекар-управител. Д-р Славчев преустройва болницата и усъвършенства лечебната ѝ дейност, като въвежда нови оперативни методи в акушеро-гинекологичната практика в България. За първи път в страната той въвежда разреза по Пфаненщил при цезаровото сечение и хистеректомията по американския метод на Сегонд. Друго забележително за времето си постижение, което д-р Славчев въвежда в България, е операцията на Вертхайм при карцином на маточната шийка – в този момент изключително тежка за лечение диагноза.
Д-р Славчев членува в Международния съюз за борба с рака. През 1929 година оглавява Комитета за борба с рака при Главна дирекция на народно здраве. През 1937 година е един от съоснователите на противораков център при Александровската болница. Председател е и на Софийския клон на Българския лекарски съюз.
През декември 1941 година, по повод отбелязването на своята 50-годишна лекарска практика, д-р Славчев дарява на Медицинския факултет при Софийския университет 100 хил. лв. за подпомагане „бедни, способни и обещаващи студенти по медицина“. През 1952 година капиталът на фонда се влива в държавния бюджет и той престава да съществува самостоятелно.
Д-р Методи Славчев умира на 24 август 1964 година в София. Погребан е в Парцел 54 на Софийски централни гробища. На фасадата на дома му на бул. „Цар Освободител“ № 12 е поставена паметна плоча.